# Blutbank
Eine Blutbank ist eine Art Lagerstätte für jede Sorte von Blutkonserven. Für die unterschiedlichen Arten der Blutkonserven (Erythrozyten-Konserven, Vollblut-Konserven, Thrombozyten) gibt es unterschiedliche Lagervoraussetzungen und auch Lagerfristen. So müssen bestimmte Blutkonserven ständig bewegt werden, andere können eingefroren werden.

## Krankenhäuser
Jedes Krankenhaus unterhält eine kleine Blutbank, um sich mit Eigenbedarf zu versorgen. Die Größe einer solchen Blutbank ist abhängig von der Größe des Krankenhauses und der Tatsache, ob es sich um eine Schwerpunktklinik handelt, die häufig Operationen mit hohen zu erwartenden Blutverlusten durchführt. 
In einer solchen Blutbank werden zumeist Erythrozyten-Konzentrate und Thrombozyten vorgehalten. 
Jedoch muss der Bedarf sehr genau bestimmt werden, da Erythrozyten nach 42 Tagen, Thrombozyten schon nach 4 Tagen nicht mehr verwendbar sind. 
Lediglich Blutplasma, welches tiefgefroren bis zu zwei Jahren haltbar ist, ist einfacher zu handhaben.
Unikliniken hingegen unterhalten meist umfangreichere Blutbanken, da sie teilweise das Blut, welches durch den anonymen Selbstausschluss nicht zur Spende freigegeben ist, für Versuchszwecke gebrauchen. Bei einer Anforderung wird das benötigte Blut mit einem PKW (auch mit einem Krankenwagen) zu dem entsprechenden Krankenhaus gefahren, sodass die benötigte Spende innerhalb von drei Stunden an jedem Krankenhaus der versorgenden Blutbank sein kann. Hierfür gibt es in Deutschland in einigen Bundesländern den Notfallblutdienst, welcher die einzelnen Produkte notfalls auch mit Sonderrechten transportiert.

## Betreiber von Blutbanken
In Österreich existieren verschiedene Blutbank-Betreiber, das Österreichische Rote Kreuz wird als größter Betreiber angesehen. Die Blutbank Innsbruck wurde 1997 als erste Landesblutbank Österreichs und als eine der ersten Blutbanken in Europa nach der Qualitätsmanagement-Norm ÖNORM EN ISO 9001 zertifiziert. Jährlich werden im österreichischen Bundesland Tirol ca. 50.000 Vollblutspenden, 1.000 Eigenblutspenden und 6.000 Plättchenkonzentratkonserven abgenommen. Auch in Deutschland gibt es unterschiedliche Betreiber von Blutbanken; größere dieser Lagerstätten führt unter anderem das Deutsche Rote Kreuz. Dabei gibt es ungefähr zwei bis drei Blutbanken pro Bundesland; in NRW beispielsweise in Hagen, Münster und Ratingen. Im Freistaat Bayern befindet sich die zentrale Blutbank des Bayerischen Roten Kreuzes im unterfränkischen Wiesentheid.